# Coupe du monde de flag football de l'IFFF
La Coupe du monde de flag football de l'IFFF est une compétition internationale de flag football.

## Palmarès masculin
| Année | Lieu                   | Or         | Argent     | Bronze       |
| ----- | ---------------------- | ---------- | ---------- | ------------ |
| 2000  | Mexique                | États-Unis | Canada     | Argentine    |
| 2001  | États-Unis             | États-Unis | Canada     | Uruguay      |
| 2002  | États-Unis             | États-Unis | Canada     | Mexique      |
| 2003  | Bahamas                | États-Unis | Mexique    | Canada       |
| 2004  | République dominicaine | Canada     | États-Unis | Îles Caïmans |
| 2005  | États-Unis             | États-Unis | Canada     | Îles Caïmans |
| 2006  | États-Unis             | États-Unis | ?          | ?            |
| 2007  | France                 |            |            |              |

## Palmarès féminin
| Année | Lieu                   | Or         | Argent     | Bronze     |
| ----- | ---------------------- | ---------- | ---------- | ---------- |
| 2001  | États-Unis             | Mexique    | États-Unis | Canada     |
| 2002  | États-Unis             | Mexique    | Canada     | États-Unis |
| 2003  | Bahamas                | Mexique    | Canada     | États-Unis |
| 2004  | République dominicaine | États-Unis | Canada     | Venezuela  |
| 2005  | États-Unis             | Mexique    | États-Unis | Canada     |
| 2006  | États-Unis             | ?          | ?          | ?          |